# Prisjakt
Prisjakt.nu är en pris- och produktjämförelsetjänst på Internet som drivs av Prisjakt Sverige AB. På Prisjakt.nu kan konsumenter bland annat jämföra priser och egenskaper för produkter samt läsa andra användares omdömen på produkter och återförsäljare. Tjänsten startades 2000 av Jonas Bonde. Mellan 2006 och 2025 var Schibsted ASA enda ägare av företaget. År 2025 såldes Prisjakt till riskkapitalbolaget eEquity.
Prisjakt Sverige AB driver även sajterna Prisjakt.no i Norge, PriceSpy.co.nz i Nya Zeeland, PriceSpy.co.uk i Storbritannien, Prisjagt.dk i Danmark, leDenicheur.fr i Frankrike samt hifi-forumet Minhembio.com och har tidigare även haft sajter i Irland och Italien.

## Priser och utmärkelser
Utsedd av tidningen Internetworld till årets bästa sajt 2006 i kategorin Sök & Katalog.
Vann 2010 utmärkelsen "Årets shopping-app" vid Mobilgalan i Kista Science Tower 
Utsedd till årets bästa prisjämförelsesajt 2012, 2013, 2014, 2015 och 2016 av tidningen Internetworld

## Formfaktor
Tjänsten med prisjämförelse finns i flera formfaktorer där webbsidan prisjakt.nu är den mest använda med över 900 000 unika besökare per vecka.
Utöver detta finns det också officiella prisjaktappar för Android och iOS samt även inofficiella tillägg till webbläsare så som Google Chrome.